# Виндонисса
Виндонисса (лат. Vindonissa, от кельт. *uindo — белый) — римский военный лагерь на территории современного города Виндиш в швейцарском кантоне Аргау. Лежавший при слиянии рек Аре и Ройс, он был призван контролировать важные торговые и военные дороги в римской провинции Реция. С 14 по 101 годы н. э. в нём были поочерёдно расквартированы три различных легиона, и затем, после длительной паузы, вызванной алеманнским вторжением, с 270 года заново отстроенный каструм Виндонисса был частью Дунай-Иллер-Рейнского лимеса.

## История
До прибытия римлян на этом месте располагался кельтский оппидум, построенный, по всей видимости, после поражения гельветов в битве при Бибракте в 58 году до н. э. Римская армия заняла поселение в 15 году до н. э. в результате альпийского похода Друза и Тиберия, переняв старую систему рвов и валов. После установления границы на Рейне в 14 году н. э. в Виндониссу из каструма Августа Винделикорум (современный Аугсбург) был переведён XIII Парный легион (Legio XIII Gemina), обустроивший первые деревянные жилые бараки и новые укрепления вокруг лагеря. Около 21 года лагерь был расширен в западном направлении; около 30 года — расширен повторно, и вскорости перенесён в северо-восточном направлении.
В 44/45 году XIII легион был заменён на переведённый из нижненемецкого каструма Ветера XXI Стремительный легион (Legio XXI Rapax), предпринявший массовую перестройку лагеря в камне. Согласно археологическим данным, военное поселение занимало теперь почти 21 га и имело форму неправильного семиугольника, окружённого валом и рвами. Из этого времени известны руины терм, валетудинариума (военный лазарет) и казармы. К югу и востоку от лагеря располагалось гражданское поселение (vicus); к юго-западу — форум и амфитеатр. Участвовавший в жестоком подавлении восстания гельветов 68/69 годов XXI легион был сменён на XI Клавдиев легион (Legio XI Claudia), остававшийся в Виндониссе вплоть до потери ею своего военного значения.
При императоре Домициане Виндонисса вошла в состав новой провинции Германия Супериор; в то же время с приобретением Римской империей Декуматских полей граница стала пролегать много севернее, и необходимость в крупном военном лагере на Ааре отпала, что при императоре Траяне повлекло передислокацию XI легиона на Дунай для противостояния дакам. До середины II века лагерь оставался под управлением VIII Августова легиона (Legio VIII Augusta), расквартированного в Аргенторатуме (современный Страсбург), и постепенно всё более использовался и заселялся гражданским населением.
В 259/260 году после падения Верхнегерманско-ретийского лимеса на швейцарское плато и, в частности, в район Виндониссы вторглись племена алеманнов, с большим трудом вытесненные за Рейн лишь к 270 году. Так как граница снова проходила по Рейну, Виндонисса вернула своё стратегическое значение, однако теперь уже как составная часть Дунай-Иллер-Рейнского лимеса. Около 300 года здеь было выстроено новое укрепление — Castrum Vindonissense, просуществовавшее как минимум до 406 года.

## Сооружения
Виндонисса является одним из важнейших мест раскопок римских военных поселений севернее Альп: история археологических изысканий составляет здесь более 100 лет; есть также средневековые сведения об обнаружении римских монет и статуэток. С другой стороны, поскольку на территории лагеря находится современный город, то раскопки в ряде случаев представляются сильно затруднёнными, либо едва возможными. На сегодняшний день наряду с частично реконструированными бараками в лагере, сохранились руины амфитеатра и частично используемый до сих пор водовод I в. н. э. Кроме того, обнаружены и исследованы святилища, гавань, места захоронений, мансио (постоялый двор) и позднеантичная выгребная яма. В конце октября 2012 года стало известно об обнаружении ещё одного римского кладбища на северном берегу Ааре.
В апреле 2015 года появилась информация, что городской совет Виндиша принял решение выставить амфитеатр на продажу. Стоимость объекта не озвучена. Потенциальный инвестор может предложить любую сумму, но обязан будет реставрировать объект на свой счет и отвечать за его техническое обслуживание.
В 2016 году, при подготовке участка под застройку, за пределами каструма был обнаружен римский глиняный горшок, наполненный 22 масляными лампами, украшенными различными мотивами (среди прочего: богиня Луна, побеждённый гладиатор, лев, павлин, эротическая сцена), причём на каждом из светильников располагалась медная монета 66—67 годов чеканки. Цель этого захоронения остаётся, однако, непрояснённой, и имеет, возможно, ритуальный характер.

## Музеефикация
Вдоль мест раскопок в общине Виндиш проложен туристическо-информационный маршрут «Тропа легионера» (нем. Legionärspfad), рассказывающий об истории римского пребывания в Швейцарии и об особенностях повседневной жизни в римском военном лагере. По оригинальным чертежам с использованием аутентичных инструментов воссоздано здание казармы. Главным аттракционом является, пожалуй, реконструированный контуберний, в котором представляется возможность переночевать «как легионеры».
С осени 2010 года маршрут «Тропа легионера» подчиняется Музею Ааргау.
Большинство археологических находок выставлено в Музее Виндониссы в городе Бругг.
- Модель Виндониссы в музее
- Южные ворота каструма
- Проекция акведука вдоль современной улицы
- Реконструированное здание римской казармы
- Помещение в доме центуриона.

## Civitas Vindoninsis
О значении гражданского поселения Виндониссы, как важного регионального центра, в том числе в период и после падения Римской империи, говорит тот факт, что примерно до 600 года Виндонисса была местопребыванием епископа. Позднее епископская кафедра была перенесена в Констанц (см. также Констанцское епископство), что обусловило дальнейшую судьбу города. Документально подтверждено два имени епископов: Бубульк (Bubulcus) за 517 год, и Грамматий (Grammatius) за 541—549 годы. Кроме того, в это же время (V—VI вв.) в городе действовал монетный двор.